# فرانتس بفيتشر
فرانتس بفيتشر (بالألمانية: Franz Pfitscher)‏ (3 أكتوبر 1930 – 26 فبراير 2009) هو ملاكم نمساوي راحل، مثّل بلاده في الألعاب الأولمبية الصيفية 1952.

## روابط خارجية
فرانتس بفيتشر على موقع أوليمبيديا (الإنجليزية)